# Андреј Рубљов
Андреј Рубљов (1360 – 29. јануар 1430) био је значајни руски иконописац. Канонизован је као светитељ 1988.

## Живот
Тачан датум његовог рођења није познат. Године око 1360. се узимају као вероватна година рођења, по томе што се у записима о његовој смрти (1430) помиње да је умро у дубокој старости, што је тада значило после 60-е године живота. Вероватно је живео у Тројици-Св. Сергијева лавра, код Москве, под Никоном Радоњешким, који је постао игуман после смрти Сергија Радоњешког 1392. Рубљов се први пут помиње 1405. године, када је украшавао иконе и фреске за Саборну цркву св. Благовести Московског Кремља, у друштву са Теофаном Грком и Прохором из Городца. Његово име је било последње на листи мајстора, као јуниор и по рангу и по годинама. Теофан је био значајан византијски мајстор, који се преселио у Русију и сматра се да је обучавао Рубљова.
Андреј Рубљов је постао монах пре 1405. и узео име Андреј. Живео је у манастиру Сергијевска лавра близу Москве у заједници сликара, међу којима су познати Теофан Грк и Прохор из Городеца. О овоме се зна, јер се његово име помиње у листи сликара икона и фресака у Благовештенском сабору у Москви. Име му је на дну листе, што значи да је тада био најмлађи и најмање искусан сликар у групи.
Писани записи сведоче да је 1408. сликао (заједно са Данилом Черним) зидове Успењске катедрале у Владимиру и 1425–1427. Катедралу Свете Тројице у Сергијевској лаври. После Данилове смрти, Андреј је у московском Андрониковом манастиру насликао фреске у Катедрали Спаситеља.
Умро је у Андрониковом манастиру 29. јануара 1430.

## Уметност Андреја Рубљова
Године 1904, откривена је његова икона Света тројица Старога Завета (или Гостопримство Аврамово, настала вероватно око 1411) и тиме је почела епоха истраживања његовог дела. То је једино дело које му се са сигурношћу може приписати. Данас је ова икона изложена у Третјаковској галерији у Москви.
Композиција иконе приказује сцену из Библије, када су три анђела посетили Сару и Аврама (1. књига Мојсијева 18,1-33). Рубљов се концентрисао на приказивање фигура три госта. Порука дела је многострука. То је, између осталог, апел за јединство у време сукоба међу кнезовима. У исто време, то је израз религијског јединства у тројству (Отац, Син, Свети дух).
Уметност Андреја Рубљова је комбинација две традиције: средњовековног манастирског аскетизма и класичне хармоније византијског сликарства. Ликови на његовим сликама су увек спокојни. Временом, начин на који је сликао, постао је идеал црквеног сликарства и иконосликарства.
На Стоглавом сабору (1551) иконографија Андреја Рубљова је проглашена за идеал у изради црквених слика. Црква га слави 4. јула.
Од године 1959. постоји музеј Андреја Рубљова у Андрониковом манастиру.
Руски режисер Андреј Тарковски је 1966. направио филм Андреј Рубљов, делимично базиран на Андрејевом животу, који је својеврсни споменик овом уметнику.

## Смрт и наслеђе
Рубљов је умро у Андрониковом манастиру између 1427. и 1430. Рубљовљев рад је утицао на многе уметнике, укључујући и Дионисија. Стоглави сабор (1551) прогласио је Рубљовљев стил икона као узор за црквено сликарство. Од 1959. године Музеј Андреја Рубљова у Андрониковом манастиру приказује његову и сродну уметност.
Руска православна црква канонизовала је Рубљова за свеца 1988. године, прослављајући његов празник 29. јануара и/или 4. јула.
Године 1966, Андреј Тарковски је снимио филм Андреј Рубљов, лабаво заснован на животу уметника. Ово је постао први (и можда једини) филм произведен у совјетској ери који је уметника третирао као светску историјску личност и хришћанство као аксиом историјског идентитета Русије током турбулентног периода у историји Русије.

## Поштовање
- 29. јануар – обележавање годишњице његове смрти (Грчка православна црква)[10][11]
- 12/13. јун – празник, Синаксија целог Андрониковог манастира (са Андроником, Савом, Александром, игуманима московским и иконописцем Данилом Црним)[12]
- 4. јул – главни празник са списка „руских светитеља Москве и Владимира“ од Никодима (Кононова),
- 6. јул – Сабор свих светих Радоњешких
- Синаксија свих светих Москве – покретни празник у недељу пре 26. августа (ROC)[13]

## Галерија
- Рођење Исусово,[14] 1405 (Катедрала Благовести, Московски Кремљ)
- Крштење Исусово, 1405 (Катедрала Благовести, Москва)
- Благовести, 1405 (Катедрала Благовести, Москва)
- Верзија Богородице Владимирске, око 1405
- Св Михаил, 1408 (Иконостас на Успенском сабору, Владимир)
- Св Гаврило, 1408 (Успенски сабор, Владимир)
- Андреј Првозвани, 1408 (Успенски сабор, Владимир)
- Свети Григорије Богослов, 1408 (Успенски сабор, Владимир)
- Богородица из Десиса, 1408 (Успенски сабор, Владимир) Неки мисле да је ово дело Теофана Грка
- Јован Богослов, 1408 (Успенски сабор, Владимир)
- Јован Крститељ, 1408 (Успенски сабор, Владимир)
- Спаситељ устоличен у славу, Христоса у величанству, 1408 (Успенски сабор, Владимир)
- Мучење пакла, 1408-1410 (Владимир)
- Христ Искупитељ око 1410 (Третјаковска галерија, Москва)
- Вазнесење, 1408 (Третјаковска галерија, Москва)
- Апостол Павле, 1410-те (Третјаковска галерија, Москва)